# San Martín Tilcajete
San Martín Tilcajete è un comune del Messico, situato nello stato di Oaxaca.